# Lonemore (Ross-shire)
Lonemore (Schots-Gaelisch: An Lòn Mòr) is een dorp op de noordelijke oever van Loch Gairloch ongeveer 3 kilometer ten westen van Gairloch in de Schotse lieutenancy Ross and Cromarty in het raadsgebied Highland.